# Ludovic Mercier
Pour les articles homonymes, voir Mercier.

a Compétitions nationales et continentales officielles uniquement.

Ludovic Mercier, né le 1er novembre 1976 à Angoulême (Charente), est un joueur puis entraîneur français de rugby à XV, jouant au poste de demi d'ouverture.
Il est le meilleur marqueur de l'histoire du Challenge européen (520 points) et de Gloucester (1325 points).

## Biographie

### Carrière de joueur
Il a disputé 38 matchs en compétitions européennes, dont 6 en Coupe d'Europe de rugby à XV avec Gloucester et 32 en Challenge européen avec Béziers, Aurillac, Grenoble et Pau.
C’est un excellent buteur qui, lors des épreuves européennes, a déjà réussi 95 transformations, 81 pénalités et 6 drops. De même, lors de la saison 2004-2005 du Top 16, il a réussi 25 transformations, 66 pénalités et 7 drops.
Ludovic Mercier a été le meilleur buteur du Championnat d'Angleterre.

### Carrière d'entraîneur
Il commence sa carrière d'entraîneur en Septembre 2014 en signant au SCO rugby club Angers, évoluant en division Honneur et fait monter le club en fédérale 3.  Après 2 saisons, il devient l'entraîneur du Club doyen du rugby français, le Havre Athletic Club Rugby, tout juste promu en Fédérale 3. Pour la première fois, le HAC accède à la fédérale 2 pour la saison 2018 - 2019.
Il entraîne par la suite C' Chartres Rugby, le RC Metz et le RC Aubenas depuis 2022.

## Palmarès

### En club
- Championnat d'Angleterre :
  - Vice-champion (1) : 2003

- Zurich Championship :
  - Vainqueur (1) : 2002

- Coupe d'Angleterre :
  - Vainqueur (1) : 2003

- Challenge européen :
  - Vainqueur (1) : 2006

- Championnat d'Italie :
  - Vainqueur (1) : 2011

### En équipe nationale
- France Junior FIRA : champion en 1995
- France A : 2 sélections en 2003 (Italie et Angleterre)
- XV mondial : 1 sélection en 2006 (Afrique du Sud)[4]

### Distinctions personnelles
- Meilleur marqueur de l'histoire de Gloucester (1325 points).
- Meilleur marqueur de l'histoire du Challenge européen (520 points).